# مقاطعة وين (ميشيغان)

موقع مقاطعة وين، ميشيغان، الولايات المتحدة

مقاطعة وين (بالإنجليزية: Wayne County)‏ هي مقاطعة تقع في ميشيغان، الولايات المتحدة الأمريكية. حسب الإحصائية الرسمية لعام 2000، عدد سكانها 2061162 نسمة. أكبر مدن المقاطعة هي مدينة ديترويت.

## جغرافيا
تقع مقاطعة وين في ولاية ميشيغان الأمريكية. مساحتها 1741 كم2 (672 ميل مربع)، 150 كم2 (8.64 %) منها تمثل المياه. تقع المقاطعة جنوب مقاطعة أوكلاند ومقاطعة ماكومب، وشرق مقاطعة واشتيناو، وشمال مقاطعة مونرو. الحد الشرقي لها هو حد مائي (نهر ديترويت وبحيرة سينت كلير) بجوار مقاطعة إيسيكس، أونتاريو، كندا.

### أهم المدن
| - ألين بارك - إنكستير - إيكورس - بليموث - بيليفل - تايلور - ترينتون - جيبرالتار - ديترويت | - ديربورن - ديربورن هايتس - روكوود - روميولس - ريفر روج - ريفرفيو - ساوثغيت - غاردن سيتي | - غروس بوينت - غروس بوينت بارك - غروس بوينت فارمز - غروس بوينت وودز - فلات روك - لنكولن بارك - ليفونيا - ميلفينديل | - نورثفل - هاربر وودز - هامتراميك - هايلاند بارك - وايندوت - وودهافن - ويستلاند - وين |

## أعلام
- ويليام ووكر
- أرموند وايت
- جون سترونج
- مارغريت دونينغ
- ماري كاي هنري

## وصلات خارجية
- الموقع الرسمي